# Franz Fayot
Pour les articles homonymes, voir Fayot.
Franz Fayot, né le 28 février 1972 à Luxembourg-Ville (Luxembourg), est un avocat et homme politique luxembourgeois, président du Parti ouvrier socialiste luxembourgeois (LSAP) du 23 janvier 2019 au 4 février 2020.

## Biographie
Né le 28 février 1972, fils de l'homme politique Ben Fayot, Franz Fayot est avocat de profession.
Il est membre de la Chambre des députés depuis le 13 novembre 2013, où il représente le Parti ouvrier socialiste luxembourgeois.
Le 23 janvier 2019, lors du congrès des socialistes, Franz Fayot est élu président du parti avec 88 % des voix. La ministre Paulette Lenert (élue avec 93 % des voix) et le député-maire de Dudelange, Dan Biancalana (élu avec 88 % des voix) sont tous deux chargés de la vice-présidence.
Le 4 février 2020, à la suite de la démission pour raisons personnelles d'Etienne Schneider, Franz Fayot fait son entrée au gouvernement et récupère le portefeuille de l'Économie. En raison de sa nomination au sein du gouvernement et selon les statuts du Parti ouvrier socialiste luxembourgeois, Franz Fayot doit renoncer à la présidence du parti.

### Publications
- Franz Fayot et Marc Limpach (dir.), Fondation Robert Krieps, Robert Krieps : (1922-1990) ; démocratie, justice, culture, éducation, Éd. le Phare, 2009, 480 p. (ISBN 9782879641157 et 2879641152, OCLC 914902382, lire en ligne)